# Lady Tom
Lady Tom (* 1978 als Simone Agnes Kromer in Lenzburg) ist eine Schweizer Techno-DJ, Musikproduzentin, Labelinhaberin und Model. Sie hat sich auf Trance und Hardstyle spezialisiert. Ihren Künstlernamen hat sie von ihrem Hund, den sie Tom nennt.

## Musik
Simone begann mit 16 Jahren, als DJ zu arbeiten, und nahm 1999 ihre erste Single It’s A Dream auf, mit dem sie sich in allen DJ-Charts und in den deutschen Media Control Charts (Platz 81) platzieren konnte. Ihr Debüt-Album Wild Child kam 2000 heraus, weitere Alben folgten. Ihren grössten Hit hatte sie 2004 mit Into My Mind, der auf Platz eins in die Charts einstieg.
Daneben remixte Lady Tom viele Compilations, legte an der Mayday und der Loveparade auf, sowie an der Mainstation 2005, wo sie auch für die partyeigene Compilation zuständig war. Ebenfalls 2005 gründete sie mit Acova Recordings ihr eigenes Plattenlabel.

## Privatleben
Lady Tom ist 1999 zum Islam konvertiert und nennt sich Alif Simone. Von 2010 bis 2022 war sie verheiratet mit Adel Abdel-Latif, hat drei Kinder und lebte ab 2018 in Dubai.

## Diskografie
Alben
- Wildchild (2000)
- Sound Of Mystery (2003)
- Hardstyle Queen (2004)
- Hardstyle Queen 2 (2004)
- Hardstyle Queen 3 (2005)
- Hardstyle Queen 4 (2007)
- Hard Emotions (2009)
- Hardstyle Queen 5 (2010)
- 10 Months (2012)

Singles
- - It's A Dream (Part 1 - Radio Edit) (1999)
  - It's A Dream (1999)
  - House Of House (2000)
  - Soldier Man
  - It's a Dream (Part 1)
  - Into My Mind (2004)
  - Tecktonik
  - Loops & Things 2000
  - Don't Close Your Eyes
  - Where Are You
  - Score 1
  - DARK EUROPE (Original Mix)
  - Loops & Tings 2000
  - Into My Mind (La Cargo Mix)
  - Loops_and_Things_2000
  - Back To The Roots
  - Gipsy On The Road
  - Jack Is Back
  - House_of_House
  - It's A Dream (The Dukes Remix)
  - Gipsy On The Road - Original Mix
  - Where Are You @ 4UsOnly.biz
  - House of House (De Donatis Radio edit)
  - Score 2
  - All I Ever Needed
  - Score 3
  - Darkness Of Mind
  - It's A Dream (Part 1 Celtic Mix)
  - Score 4
  - It's a Dream (Part 1 radio edit)
  - House Of House (De Donatis Remix)
  - hard electric
  - Freakin` Friday
  - Loops & Things 2000 (Marc Van Linden video edit)
  - Loops and Things 2000
  - Into My Mind (Hardbass Mix)
  - Eyes Of Love
  - It's A Dream (Celtic Mix)
  - Hardest Show (Original Mix)
  - It's A Dream (Part1-radio edit)
  - Happ!
  - Face The Truth
  - Freakin`Friday - Original Mix
  - Heartbreak
  - KMM
  - Hold On